# مالكوم كير (سياسي)
مالكوم كير (بالإنجليزية: Malcolm Kerr)‏ هو سياسي أسترالي، ولد في 18 أبريل 1950. انتخب عضو الجمعية التشريعية نيو ساوث ويلز.